# Albert Saverys

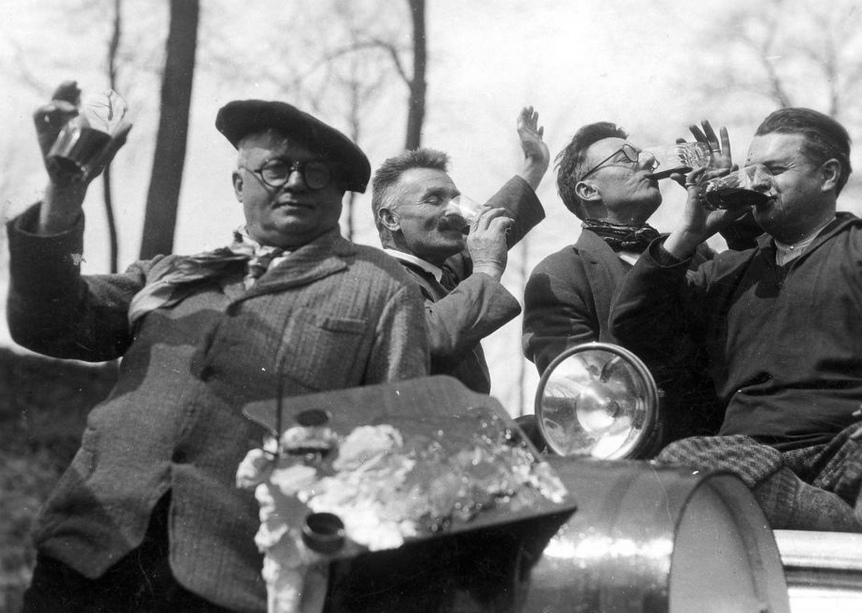
vlnr Jozef "Seppe" De Coene, Stijn Streuvels, Albert Saverys en Arthur Deleu

Albert Saverys (Deinze, 12 mei 1886 - Petegem, 29 april 1964) was een van de meest vooraanstaande Belgische kunstschilders van het interbellum. Met aanvankelijk luministische (tot 1920) en later expressionistische Leiezichten te Deinze en Astene, schaatsertjes, landschappen, marines en stillevens verwierf hij nationale en internationale faam.

## Artistieke antecedenten
Saverys wordt vaak geassocieerd met de derde Latemse groep, maar behoort er strikt genomen niet toe. Saverys onderging tal van invloeden, maar verwerkte deze in een geheel eigen nerveuze penseeltoets, die tussen 1914 en 1922 op Van Gogh en het luminisme geïnspireerd is, en daarna door haar vlotheid, kleurrijkdom en schijnbaar losse compositie doet denken aan het even volumineuze oeuvre van zijn tijdgenoot, de Franse fauvist Maurice de Vlaminck, die hij persoonlijk kende. In tegenstelling tot de Vlaamse expressionisten uit zijn tijd, en tegen de achtergrond van een sterk gepolariseerd Europa, bracht Saverys een schilderkunst zonder zwaarwichtige doctrine, die bekoort door de zelfstandige werking van kleur en vorm waarin het landschap als kapstok voor de artistieke bevrijding fungeert.

## Tentoonstellingen en musea
Saverys kende gedurende heel zijn carrière een drukke tentoonstellingsactiviteit met als hoogtepunt een retrospectieve in het Paleis voor Schone Kunsten te Brussel in 1937 en deelnames aan tentoonstellingen in de meeste Europese hoofdsteden, de Biënnale van Venetië, New York en Tokio. Zijn werken zijn terug te vinden in de collecties van het Centre Pompidou (Parijs), de Hermitage (St.-Petersburg), de Galleria d'Arte Moderna (Venetië), het Stedelijk Museum (Amsterdam) en de Koninklijke Musea voor Schone Kunsten (Brussel). Zijn ononderbroken commerciële succes verleidde hem na 1940 soms tot overproductie, maar zijn beste werk toont hem als de ongebonden meester van de kleurexpressie, gevat in een niet-aflatende stroom van los gestructureerde landschapsbeelden.
Het Museum van Deinze en de Leiestreek ontving in de lente van 2014 9000 bezoekers naar aanleiding van een overzichtstentoonstelling o.l.v. commissaris Drs. J. Pauwels.

## Belangrijke werken
- Winterlandschap aan de Leie ( privécollectie Brugge Vanhoutte)
- Stille Avonden (1915, privécollectie, Antwerpen)
- De Perelaar (<1920, privécollectie, Gent)
- Winterpret (1917, privécollectie, Astene-Deinze)
- Winter in Vlaanderen (1924, privécollectie)
- Sneeuwlandschap met Raaf (1920, Museum van Deinze en de Leiestreek)
- Rootbakken aan de Leie (1924, Museum van Deinze en de Leiestreek)
- De Noodbrug te Deinze (<1920, Museum van Deinze en de Leiestreek)
- Wilgen aan de Leie (<1920, Francis Maere, Ooidonk)
- "Zeegezicht met zeilboten"(>1930, privécollectie, Amsterdam)

## Trivia
- Albert Saverys liet in 1928 een nu geklasseerde villa bouwen te Knokke door Henry Van de Velde.
- Zijn zoon Jan Saverys werd na 1945 een niet onverdienstelijk abstract beeldend kunstenaar.
- Hij was een graag geziene gast aan het Belgisch hof en kreeg bezoek van koningin Elisabeth in zijn atelier gevestigd in de molen van Astene in 1932.
- Albert Saverys illustreerde talrijke werken van Stijn Streuvels, een van zijn beste vrienden.
- Hij werkte samen met de Kortrijkse Kunstwerkstede Gebroeders De Coene voor de decoratie van interieurs en meubels.
- In het interbellum vertegenwoordigde hij zesmaal België op de Biënnale van Venetië.